# Pierre Laffont
Pierre Laffont, né le 12 mars 1913 à Marseille et décédé le 17 mars 1993 à Paris, est un journaliste et homme politique français.

## Biographie
Il réalise deux entretiens avec le général de Gaulle en 1959 et en 1960. C'est dans le premier que le général prononce la phrase « L’Algérie de papa est morte, et si on ne le comprend pas, on mourra avec elle ».

## Œuvres
- L'Expiation. De l'Algérie de papa à l'Algérie de Ben Bella, Plon, 1968.

## Distinctions
- Chevalier de la Légion d'honneur